# Esporte Clube XV de Novembro (Jaú)
O Esporte Clube XV de Novembro, mais conhecido como XV de Jaú, é um clube de futebol brasileiro da cidade paulista de Jaú. Tradicional clube paulista, foi fundado em 15 de novembro de 1924 e suas cores são verde e amarelo.
Atualmente, o clube disputa a Série A3 do Campeonato Paulista, equivalente ao terceiro nível estadual.

## História
Reunidos no bar São Pedro, alguns esportistas, entre os quais José Piragine Sobrinho e Herminio Cappabianca, decidiram fundar um quadro de futebol, formado com jogadores locais. Aquela época, estava em evidência o Esporte Clube Sírio, que mediante proposta de Cappabianca, foi então denominado Esporte Clube XV de Novembro de Jaú.
O Esporte Clube XV de Novembro de Jaú foi fundado no dia 15 de novembro de 1924, como homenagem à Proclamação da República. As cores que o clube ostenta, verde e amarela, também fazem alusão às cores da Bandeira Brasileira.
Em 1931, o clube recebeu o apelido de “Galo da Comarca” e o animal continua como mascote.
Inicialmente, XV de Jaú passou duas décadas disputando torneios amadores pelo interior do Estado e apenas em 1948 resolveu se profissionalizar, quando participou de sua primeira competição profissional: o Campeonato Paulista da Segunda Divisão. Disputou a competição até 1951, quando foi campeão ao derrotar na final o Jabaquara, obtendo o acesso à Primeira Divisão.
Em 8 de março de 1953, o XV de Novembro fez um jogo amistoso em Jaú contra o Flamengo, que terminou empatado em 2 a 2. Posteriormente o XV de Novembro retribuiu a visita do Flamengo, fazendo amistoso no Maracanã a 10 de setembro de 1953, resultando num empate de 4 a 4.
O clube conseguiu manter-se na elite do futebol estadual por oito anos, mas em 1959 acabou rebaixado à Segunda Divisão.
O XV de Jaú participou de nove edições da Segundona e, em 1968, resolveu fazer uma pausa no futebol profissional, retornando apenas em 1975, no Campeonato Paulista da Primeira Divisão, equivalente à atual Série A2. Durante o tempo em que ficou inativo, o clube aproveitou para inaugurar seu estádio, o Zezinho Magalhães, que tem capacidade para 13 mil pessoas. Em jogo contra o Juventus, no dia 15 de agosto de 1973, o XV de Jaú não estreou com vitória em seus domínios e foi derrotado por 2 a 1. O gol do time da casa foi de Dejair Godoy, o primeiro da história do estádio.
Em 1976, o XV de Jaú chegou a mais uma conquista: foi campeão paulista da Primeira Divisão, conseguindo acesso à Série Especial (equivalente à atual Série A1), competição que disputou por quase duas décadas, até 1993, quando foi rebaixado à Série A2. Nesse meio tempo, em 1977, o estádio Zezinho Magalhães registrou recorde de público: 24.533 pessoas para assistir à partida entre XV de Jaú e Corinthians, pelo Campeonato Paulista.
Nesse ano de 1976, também após uma partida pelo campeonato em São Carlos contra o Grêmio Sãocarlense, quando houve uma briga generalizada entre as torcidas, causando feridos. Na volta da delegação e da torcida em caravana à Jaú, aconteceu um trágico acidente na Rodovia Luís Augusto de Oliveira que liga São Carlos a Jaú, no qual faleceram torcedores do XV de Jaú, causando comoção e luto na cidade.
Após disputar a Série A2 do Estadual nos anos de 1994 e 1995, o clube conseguiu voltar à A1 em 1996, mas logo no ano seguinte foi rebaixado.
Em 1998, o XV de Jaú não fez boa campanha e amargou mais um rebaixamento, para a Série A3.
Já em 2006, o clube foi vice-campeão desta divisão, conseguindo retornar à A2. Mas três anos depois voltou à A3 do Campeonato Paulista, onde permaneceu até 2012.
Em 2012, o XV não fez boa campanha durante o Campeonato Paulista, e chegou à última rodada do certame precisando da vitória. O jogo foi no estádio Zezinho Magalhães contra o lanterna da tabela, o Taboão da Serra. O XV não conseguiu a vitória, ficando no 2 a 2 e amargando o rebaixamento para a série B1 (quarta divisão do futebol paulista).
Com sérias dificuldades financeiras em decorrência das más administrações anteriores, o XV de Jaú não consegue disputar a "quarta divisão" do paulista em 2015, e suspende suas atividades esportivas, retomando-as em 2016, após parceria firmada com empresários da região.

### Cores da equipe
Ao mesmo tempo em que sugeria a nova denominação, mediante a aprovação dos demais participantes daquele encontro, Herminio Cappabianca escolheu as cores oficiais da nova agremiação: camisas verde, amarela e branca e calções brancos.

### Galo da comarca
A alcunha de "Galo da Comarca", segundo apontamento do esportista Manoel do Porto, publicada no Jornal Comércio do Jaú, foi atribuída ao clube em 1931, durante reunião da qual participavam representantes dos clubes que compunham a 3ª Zona do campeonato da Associação Paulista de Esportes Athléticos (APEA). Desta chave participavam, além do clube jauense, a A.A. Barra Bonita, A.A. Mocoembu (Dois Córregos) e Bocaina F.C.
Não aceitando a posição adotada pelos demais clubes, Manoel do Porto, delegado do time, provocou a reação do Dr. Antônio Galizia, que representava o Bocaina. Dirigindo-se aos demais, disse: "O XV quer ser o galo" e precisamos quebrar-lhe a "crista". A frase do eminente baririense, na ocasião representando o Onze de Bocaina, teve a pronta resposta de Manoel do Porto, nestes termos: "Então o Sr. quer dizer que o XV quer ser o Galo da Comarca?". Dessa tirada filosófica de Manoel do Porto, nasceu a alcunha que é marca registrada do auri-verde Jauense.

## Títulos
| Estaduais | Estaduais  | Estaduais | Estaduais   |
|           | Competição | Títulos   | Temporadas  |
| --------- | ---------- | --------- | ----------- |
|           | Série A2   | 2         | 1951 e 1976 |

## Estatísticas

### Participações
| Aumento | Promovido à divisão superior  |
| Baixa   | Rebaixado à divisão inferior  |
| Inativo | Licenciamento no ano seguinte |

|  | Participações em 2026 |

| Competição | Competição            | Temporadas | Melhor campanha           | Anos                                                             | A | R |
| São Paulo  | Campeonato Paulista   | 26         | 6º colocado (1956)        | 1952-1959 , 1977-1993 e 1996                                     |   | 3 |
| São Paulo  | Série A2              | 19         | Campeão (1951 e 1976)     | 1948-1951 , 1960-1967 , 1975-1976 , 1994-1995 , 1997 e 2007-2008 | 3 | 2 |
| São Paulo  | Série A3              | 15         | 4º colocado (2006)        | 1998-2006 , 2009-2012 e 2025-2026                                | 1 | 1 |
| São Paulo  | Série A4              | 10         | 3º colocado (2016 e 2024) | 2013-2014 e 2016-2024                                            | 1 | – |
| São Paulo  | Copa Paulista         | 8          | 5º colocado (2001)        | 1999, 2001-2004, 2010-2011 e 2024                                |   |   |
| Brasil     | Campeonato Brasileiro | 2          | 20º colocado (1982)       | 1979 e 1982                                                      |   | – |
| Brasil     | Série C               | 1          | 40º colocado (1988)       | 1988                                                             | – | – |

### Últimas 10 Temporadas
Legenda:
| Campeão Vice-campeão Eliminado nas semifinais | Campeão e promovido à divisão superior Vice-campeão e/ou promovido à divisão superior Rebaixado à divisão inferior | Classificado à fase de grupos da Copa Libertadores Classificado à fase preliminar da Copa Libertadores Classificado à Copa Sul-Americana Campeão do Campeonato do Interior |

## Títulos amadores
Ao longo de uma existência de quase 96 anos, o Galo da Comarca acumulou uma série de títulos desde os tempos do amadorismo até a profissionalização da equipe, entre os quais, os principais foram estes:
- Campeonato da Zona Central / II Divisão - 1951
- Campeonato do Primeiro Grupo / II Divisão - 1951
- Campeonato do Interior / II Divisão - 1951
- Campeonato Paulista da II Divisão, ascendendo a 1ª Divisão, após vitória por 1 a 0 sobre o Jabaquara, num jogo-extra disputado em Campinas no dia 16 de fevereiro de 1952
- Campeonato do Interior / I Divisão - 1954
- Campeonato da I Divisão / I Turno / série B - 76
- Campeonato da I Divisão / II Turno / série B - 76
- Campeonato invicto da fase final da I Divisão de 1976, reascendendo a antiga Divisão Especial
- Vice-Campeonato do Torneio Início do Paulistão de 1984
- Campeonato Paulista 1ª Divisão Categoria Sub-20/2005
- Campeonato Paulista 2ª Divisão Categoria Sub-20/2016
- Campeonato Paulista 2ª Divisão Categoria Sub-20/2019

## Celeiro de craques
Ao longo de toda a sua existência o XV de Jaú é reconhecido como um dos maiores celeiros de craques de todo o Brasil. A força de suas categorias de base é o motor das grandes conquistas e campanhas do Galo da Comarca.
Abaixo uma pequena lista das principais revelações:
- Sormani (ponta, Santos, Milan e Seleção Italiana)
- Dino Sani (volante, Boca Juniors, São Paulo, Milan)
- Carlos Silva (meia, Santos e Ponte)
- Antônio Benedito da Silva
- Américo Murollo (ponta, Flamengo e Palmeiras)
- Marolla (goleiro, Santos e Seleção Brasileira)
- Wilson Mano (zagueiro, Corinthians, Bahia e futebol japonês)
- Alfinete (lateral-direito, Corinthians e Grêmio)
- Sonny Anderson (atacante, Barcelona, Lyon e Seleção Brasileira)
- Andrei (zagueiro, Palmeiras, Santos, Fluminense, Atlético de Madri e Seleção Brasileira)
- Edmilson (volante, Lyon, Barcelona e Seleção Brasileira)
- França (atacante, São Paulo, Bayer Leverkusen, Seleção Brasileira)
- Edu (atacante, Celta de Vigo, Bétis e Internacional)
- Nilson (centroavante, Inter, Grêmio, Flamengo, Corinthians, Palmeiras e Seleção Brasileira)
- Kazu (atacante, Santos, Coritiba e Seleção Japonesa)
- Daniel Marques (zagueiro, Palmeiras e Paraná Clube)
- Ralf (volante, Corinthians e Seleção Brasileira)
- Leandro Castán (zagueiro, Corinthians e Roma)
- Julio Cesar Cominotte (meia, Grêmio Saocarlense)
- Afonsinho (meia, Botafogo)
- Nelson Ricardo Lopes (lateral direito, Internacional)
- Dú Lopes (zagueiro, Portuguesa, Sport e Vitória)
- Sangaletti (zagueiro/volante, Corinthians, Naútico e Internacional)
- Neto (Atacante, Santos, Juventus-SP)
- Walter (goleiro, Corinthians)
- Rafael Longuine (meia, Santos)
- Juliano Spadacio (meia, Corinthians, Atlético Paranaense e Rapid Bucaresti)
- Fabiano (goleiro, Santos, Náutico e Fortaleza)

## Ranking da CBF
- Posição: 131º
- Pontuação: 46 pontos

Ranking criado pela Confederação Brasileira de Futebol que pontua todos os times do Brasil.

## Categorias de base
Na década de 1980 mais precisamente em 1983, a equipe de Juniores do XV de Jaú, foi vice-campeã da Categoria pela F.P.F. e nesta equipe foram revelados muitos jogadores: Vanderley (goleiro), Niltinho (lateral), Marcelo Silva (central), Vernio (lateral), Felicio (lateral), Marcio Grigio, Neto (meia), Garcia (meia), Adriano (volante), Dinei (volante), Antônio Carlos (ponta), Zé Carlos (ponta), Nilson (centroavante). Foi ampliado o departamento amador no clube e feito um trabalho de base onde foram criadas as categorias Infantil e Juvenil.
Em 1985, o XV de Jaú foi campeão paulista da Categoria Juvenil, onde foram revelados vários atletas: Celsinho, Moscatto, Saulinho, Leonardo, Murilo, Doriva, Jeferson, Fernandinho, Pongai, Mauro, Carlos Cesar, Sonny Anderson e muitos outros.
No período de 1982 a 1992 o XV de Jaú foi um celeiro de bons jogadores, inclusive já citados em reportagens anteriores. O diretor de esportes amador (Prof.Carlos Travain) junto com o técnico da equipe principal do XV José Duarte, criaram uma equipe que era chamada de "Expressinho", um misto entre jogadores profissionais e atletas das categorias de base. Todos os finais de semana esta equipe viajava para fazer jogos amistosos, geralmente em aniversários das cidades do interior do estado. Nestes jogos eram observados garotos que posteriormente eram convidados para treinarem no XV. Muitos destes jogadores acabaram dando certo. Nestes anos, o Jornal Popular da Tarde e a Gazeta Esportiva publicaram várias reportagens sobre o trabalho do Departamento amador do XV de Jaú. No período de 1982 a 1992 o XV de Jaú foi considerado a equipe paulista que mais revelou atletas no estado de São Paulo. 
O XV de Jaú foi uma das equipes paulista que mais formou e revelou atletas para grandes equipes brasileiras como já foi citado. Inclusive realizou excursões para o Japão onde firmou convenio com a Federação Japonesa cedendo atletas para clubes japoneses, após a excursão, o técnico da equipe de juniores do XV de Jaú Wilson Rizatto (Chiva) foi contratado por uma equipe japonesa para realizar um trabalho de base, incentivando o convenio, enviando atletas amadores do XV de Jaú e recebendo garotos japoneses que ficavam instalados na República do Dep. Amador dentro do estádio Zezinho Magalhães.
Em 2005, a equipe jauense foi campeã do Campeonato Paulista Sub-20 da Primeira Divisão, vencendo o Santos na final em plena Vila Belmiro.
Em 2024, na Copinha, o XV de Jaú, depois de 5 anos, passou da fase de grupos da competição. Depois de um jogo histórico, com 9.582 pessoas no Estádio Zezinho Magalhães, válido pelos 32 avos de final, o XV de Jaú, ainda com 100% de aproveitamento, perde para o CRB nos pênaltis por 3x2. Sem contar isso, esta campanha boa na competição, atraiu muitos torcedores que não vinham faz tempo no estádio, e com certeza, ficará na história desses torcedores e dos jogadores que jogaram a competição com a camisa auri-verde.